# Hyotissa
Genre
Synonymes
- sous-genre Parahyotissa (Numismoida) Harry, 1985[1]
- sous-genre Parahyotissa (Parahyotissa) Harry, 1985[1]
- sous-genre Parahyotissa (Pliohyotissa) Harry, 1985[1]
- genre Parahyotissa Harry, 1985[1]

Hyotissa est un genre de mollusques bivalves de la famille des Gryphaeidae.

## Systématique
Le genre Hyotissa a été créé en 1971 par le paléontologiste et malacologiste américain d'origine polonaise Henryk Bronislaw Stenzel (d) (1899-1980).

## Liste d'espèces
Selon World Register of Marine Species (23 août 2021) :
- Hyotissa fisheri (Dall, 1914) -- (taxon inquirendum)
- Hyotissa hyotis (Linnaeus, 1758) -- Indo-Pacifique à tendance curcumtropicale
- Hyotissa inermis (G. B. Sowerby II, 1871) -- Madagascar
- Hyotissa mcgintyi (Harry, 1985) -- Caraïbes
- Hyotissa numisma (Lamarck, 1819) -- Océan Indien
- Hyotissa quercina (G. B. Sowerby II, 1871)

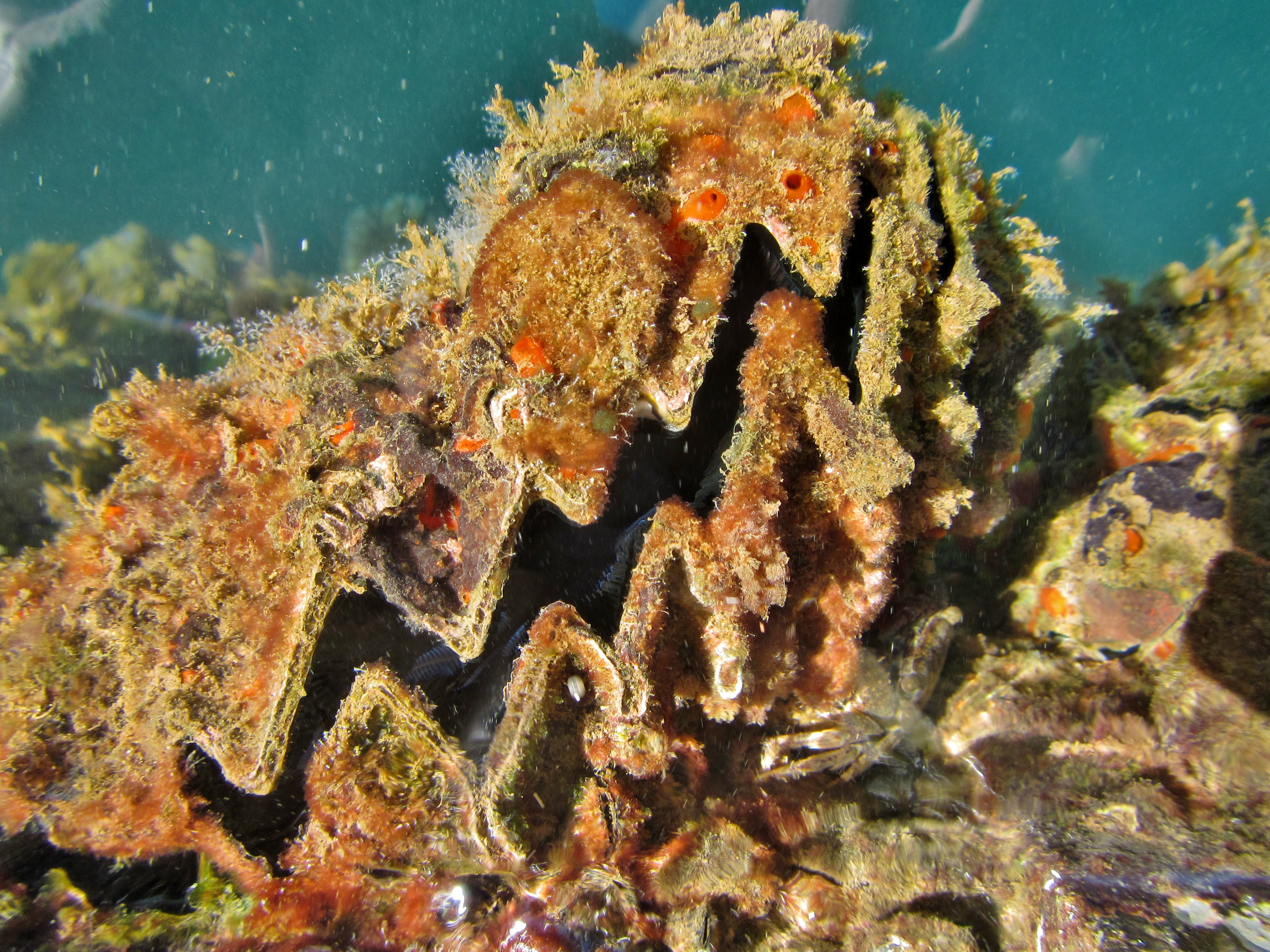
Hyotissa hyotis à Mayotte.

- Hyotissa sinensis (Gmelin, 1791)